# Kamenný Most
Kamenný Most es una localidad ubicada en el distrito de Kladno, en la región de Bohemia Central, República Checa. Tiene una población estimada, a principios del año 2021, de 419 habitantes.
Estpa ubicada al noroeste de la región y de Praga, a poca distancia al norte del río Berounka —un afluente izquierdo del río Moldava—, y cerca de la frontera con la región de Ústí nad Labem.